# Paracho de Verduzco
Pour les articles homonymes, voir Verduzco.
'Paracho de Verduzco (souvent appelé simplement Paracho) est une petite ville située dans l'état de Michoacán, au Mexique.